# Sarasaeschna lieni
Sarasaeschna lieni – gatunek ważki z rodziny żagnicowatych (Aeshnidae). Występuje na Tajwanie.